# Собаки Качалова
Собаки Качалова — российская рок-группа. Лидер — Макс Ильин, один их самых юных участников Свердловского рок-клуба.
Наиболее известная песня — «Каждый день война» из альбома «Глядя на дым». Клип транслировался на каналах MTV Россия, Муз-ТВ, ОРТ.

## История
Группа была образована в Екатеринбурге 12 апреля 1996 года (на кухне Макса). В августе 1996 года выпущен первый альбом на CD, «Задом на запад». Осенью 1996 года Макс отправил в Москву три диска: А. Скляру, А. Троицкому в журнал «Плейбой» и на радио «101» Примерно через месяц песни из альбома зазвучали в эфире станции «Радио 101». Первым «Собак» начал крутить DJ Макс Любимов. Ещё через месяц А.Троицкий написал позитивную рецензию в журнале «Плейбой».
В 1997 году группа подписала контракт с московской фирмой «RDM».
В период с осени 1997 года песни группы звучат на «Русском радио», «Нашем Радио», «Maximum». Клип на песню «Каждый день война» принимал участие в фестивале «Поколение 98», транслировался по ОРТ, находился в ротации на Муз-ТВ и MTV Россия. В июне 1998 года «Собаки…» предпринимают беспрецедентную акцию для русского шоу-бизнеса — «Мировой тур Собак Качалова по Садовому кольцу». В течение двух часов, с 16 до 18, группа на передвижной платформе ехала по Садовому кольцу и играла песни из альбома «Глядя на дым». Концепция выступления уникальна для России, но не оригинальна в принципе. Ранее подобные концерты давали «Rolling Stones» в Нью-Йорке (1975) и «Sex Pistols» в Лондоне (1977).
Акцию видели примерно сто тысяч человек. Одновременно шла трансляция в прямом эфире «Радио 101» и снимался материал для клипа на песню «Глядя на дым».
Из-за августовского кризиса 1998 года этот клип так и не был смонтирован, а рекординговая компания не смогла выполнять взятые на себя обязательства и не проинформировала об этом группу.
Августовский кризис 1998 года очень сильно нарушил публичное движение группы.
В 1999 году М. Ильин работал на радио и телевидении в Екатеринбурге, выпуская программы специализированные на истории рок-музыки.
В 2000 году «Собаки…» переехали на ПМЖ в Москву.
C 2003 года начинается более активная жизнь группы.
2004 год, выходит 3-й электрический альбом «На Луну!».
27 марта 2006 год "Фирма грамзаписи «Никитин» выпускает новый альбом «Песни о любви и войне». Альбом вобрал в себя лучшее и новое из творчества группы. Решив не делать примитивного сборника, музыканты переосмыслили своё творчество в стилистике Lo-Fi, в которой в Росии пока никто не работал.
В 2009 году вышел альбом «Хроники» (доступен для свободного скачивания на сайте группы). Бонусом в альбом вошла кавер-версия песни «Лили Марлен».
В декабре 2010 года вышел альбом «Грязные ботинки», включивший в себя лучшие песни за весь период творчества по мнению слушателей, и записанных в электричестве (доступен для свободного скачивания на сайте группы).
Материал альбома был написан в начале 90-х и выходил в акустическом альбоме «Группы Макса Ильина» в 1994 году «Последний». Это был сборник песен за предыдущие 5 лет творческой биографии Макса Ильина.
Альбом выполнен в традициях post-punk, indie, подчёркнутая шероховатость гитарного звучания и минимализм в аранжировках.
В феврале 2013 года выходит мини-альбом «Гаражный рок». Альбом записывается дуэтом: электрогитара, барабаны. Минимальное количество наложений и никакой электроники.
На октябрь намечен выход второго мини альбома «Я люблю рок-н-ролл».
В октябре состоялся сетевой релиз нового альбома «Пацифик», в ноябре альбом был выпущен на CD и начался тур в поддержку альбома.
В сентябре 2016 выходит альбом «Блюз для тех, кто не спит» и начинается концертный тур.
8 сентября 2017 выходит альбом «Игра в нарушение правил» и начинается тур в поддержку релиза.
За сезон 2017—2018 года, «Собаки» выступили более чем в 30 городах России от Новосибирска до Калининграда, проехав 40 894 километра. Летом 2018 года в арсенале группы появилась Сигар-бокс гитара — гитара сделанная из сигарной коробки. Сигар-бокс гитара — инструмент популярный во времена Гражданской войны и Великой депрессии в США. Осенью 2018 у группы «Собаки Качалова» выходит альбом «Песни из сигарной коробки 2».
В альбоме окинут взглядом и отчасти переосмыслен пройденный путь, группа подобралась ближе к своим творческим корням. В новом концертном сезоне группа проводит много джем-сейшнов с исполнителями на губных гармошках. Также готовится материал для записи нового альбома, выход альбома намечен на 2020 год.
Гитары:
Электро: Rickenbacker 330, Gibson SG, Fender Telecaster Custom 72.
Акустические: Kay, Stella Harmony

## Дискография
Альбомы:
1996 — «Задом на запад»

1999 — «Глядя на дым»

2004 — «На Луну!»

2006 — «Песни о любви и войне» (акустика сборник)

2009 — «Хроники»

2010 — «Грязные ботинки» (электричество сборник)
далее в формате Duo:
2013 — «Гаражный рок» (EP) — «Я люблю рок-н-ролл» (EP)
2014 — «Пацифик»
2016 — «Блюз для тех, кто не спит»
2017 — «Игра в нарушение правил»
2018 — «Песни из сигарной коробки 2»
2021 — «Испытание на прочность»
Книги: «Глядя на дым» - воспоминания участника Свердловского рок-клуба - первые авторизованные мемуары о любительском объединении рок-музыкантов существовавшем во второй половине 80-х в г. Свердловск. - 2021 - IBSN 978-5-905623-28-8 